# Zofia Bielczyková
Zofia Bielczyková (* 22. září 1958 Varšava) je bývalá polská atletka. Specializovala se na krátké překážkové běhy.

## Sportovní kariéra
V roce 1975 se stala juniorskou vicemistryní Evropy ve štafetě na 4 × 100 metrů. Na evropském šampionátu v Praze o tři roky později obsadila polská sprinterská štafeta s Bielczykovou páté místo. Největším úspěchem se pro ni staly dva tituly halové mistryně Evropy v překážkovém sprintu v letech 1980 (tehdy zaběhla světový rekord na 60 metrů překážek 7,77) a 1981.